# Desarrollo de la personalidad
La personalidad se basa en las cualidades y rasgos que define y hace única a cada persona.
Se cree que los rasgos de personalidad de los adultos originan del temperamento infantil, es decir, las diferencias individuales relacionadas con la disposición y el comportamiento aparecen en una etapa temprana de la vida, probablemente incluso antes de que se desarrolle el lenguaje o la autorepresentación consciente. El modelo de personalidad de los cinco grandes concuerda con las dimensiones del temperamento infantil, lo cual insinúa que las diferencias individuales en los niveles del modelo de los rasgos de los “Cinco Grandes” (neuroticismo, extroversión, apertura a las nuevas experiencias, amabilidad y responsabilidad) están presentes desde edades tempranas.
A pesar de que no hay una respuesta absoluta para esta pregunta, investigadores del tema, señalan que los cuatro factores que inciden en el desarrollo de la personalidad. Factores biológicos, como la genética, la evolución, la forma particular en un funcionamiento del cerebro y la manera en incide el comportamiento.

## Perspectiva evolutiva
Se ha propuesto una perspectiva evolutiva, la cual se basa principalmente en el proceso de la selección natural para explicar las variantes en la personalidad humana y la individualidad. Desde esta perspectiva, la evolución introdujo variaciones de la mente humana y la selección natural eligió aquellas que resultaban más beneficiosas y que conllevaban una mayor idoneidad. Debido a la complejidad humana, varios de los rasgos de personalidad opuestos entre sí demostraron ser beneficiosos de diferentes maneras.  
La perspectiva evolutiva rastrea el origen de la personalidad y la individualidad desde que los primeros humanos recién aprendían a funcionar en grupos sociales complejos. Varios especialistas de diferentes áreas concuerdan con que los primeros humanos se veían a sí mismos como parte del grupo del cual formaban parte, en vez de individuos con personalidades independientes. En cuanto a la personalidad en aquellos tiempos, todo el grupo era idéntico. Un miembro del grupo se asociaba a sí mismo como una parte más de la tribu y, por lo tanto, la responsabilidad recaía en el grupo y no en el individuo. Kropotkin explicó la importancia de esto al señalar que la humanidad alcanzó el extraordinario nivel que posee hoy gracias al hombre primitivo que identificaba su existencia con la de su tribu. Un pequeño paso de diferenciación que luego condujo a la personalidad y al individualismo fue la división del trabajo. Esta diferenciación se volvió adaptativa ya que aumentó la funcionalidad de los grupos. Los primeros humanos continuaron desarrollando su personalidad e individualismo según su grupo y las interacciones sociales que tenían. La vida individual, y por lo tanto la individualidad y la personalidad, surgieron esencialmente de la vida colectiva.  

## Perspectivas a lo largo del ciclo vital
Las teorías clásicas de la personalidad, como por ejemplo la teoría tripartita de Freud, y las teorías post freudianas (incluyendo las teorías de la etapa del desarrollo y la teoría de los tipos de personalidad) a menudo sostienen que la mayor parte del desarrollo de la personalidad ocurre durante la infancia, y que esa personalidad se vuelve estable una vez que finaliza la adolescencia. En la década de 1990, los teoristas modernos de la personalidad concordaban con la afirmación efectuada por William James en 1890 de que, a los 30 años, la personalidad está “establecida como yeso”. Actualmente, las perspectivas sobre la vida que integran hallazgos teóricos y empíricos dominan las investigaciones literarias.  Las perspectivas de la personalidad a lo largo del ciclo vital se basan en el principio de plasticidad, según el cual los rasgos de la personalidad son sistemas abiertos que pueden ser influenciados por el ambiente a cualquier edad. Este modelo interaccional de desarrollo sugiere que existe una relación entre la continuidad y el cambio a lo largo de la vida. Por medio de investigaciones longitudinales a gran escala se ha demostrado que el periodo del desarrollo de la personalidad más activo ocurre, al parecer, entre los 20-40 años. Concorde a la edad, la personalidad se desarrolla de forma cada vez más consistente, y llega a su apogeo alrededor de los 50 años, pero no alcanza nunca un periodo de estabilidad total. Aunque el cambio es menos probable a una edad mayor, los individuos retienen el potencial del cambio desde la infancia hasta la vejez.              

## Factores influyentes
Por lo general, más adelante en la vida, los rasgos de la personalidad exhiben grados moderados de continuidad, pequeños pero significantes cambios normativos o de las puntuaciones medias (Mean-level change), y diferencias en cambios individuales. Este patrón está influenciado por la genética, el ambiente, y factores transaccionales y estocásticos.   

### Genética
Se ha demostrado por medio de investigaciones de gemelos y adopciones que la heredabilidad de los rasgos de la personalidad va de 3,0 a 6,0 y tiene una mediana de 5,0. La heredabilidad 5 significa que 50% de la variante observada en rasgos de la personalidad se puede atribuir a influencias genéticas, pero cierto genotipo dará lugar a cierto fenotipo sólo bajo las circunstancias ambientales adecuadas. En otras palabras, la heredabilidad de un rasgo puede cambiar dependiendo del ambiente del individuo y/o eventos que ocurran en la vida de este. Un ejemplo de cómo el ambiente puede regular la expresión de un gen es el hallazgo realizado por Heath, Eaves, y Martin (1998) el cual indicaba que el matrimonio era un factor protector contra la depresión en gemelos genéticamente idénticos, a tal punto que la heredabilidad de la depresión era tan baja como 29% para un gemelo casado y tan alta como 51% para un gemelo no casado. Por último, la evidencia reciente indica que las influencias genéticas y ambientales sobre la personalidad difieren dependiendo de otras circunstancias presentes en la vida de la persona.  

### Ambiente
Si se eliminan los efectos de la similitud genética, los niños de una misma familia a menudo no se parecen entre sí más de lo que lo harían con extraños seleccionados al azar. Sin embargo, los gemelos idénticos criados por separado son casi tan similares en personalidad como lo son los gemelos idénticos criados en conjunto. Lo que estas investigaciones sugieren es que el ambiente familiar compartido prácticamente no tiene efecto en el desarrollo de la personalidad, y que las similitudes entre relativos se deben casi en su totalidad a los genes compartidos. Si bien el ambiente compartido (incluyendo características como la personalidad, estilos parentales, y creencias de los padres; estatus socioeconómico, vecindario, nutrición, escuelas a las que se atendieron, cantidad de libros en la casa, etc.) puede tener un impacto duradero si existieron extremos de prácticas parentales (como abuso total), gran parte de los investigadores de la personalidad han concluido que la mayoría de los “ambientes promedio esperados” no tienen efecto en el desarrollo de la personalidad.  
La debilidad de los efectos ambientales compartidos en la formación de la personalidad fue una sorpresa para varios psicólogos, y estimuló investigaciones sobre ambientes no compartidos, o las influencias ambientales que hacen que los hermanos sean distintos entre sí en vez de similares. Los efectos ambientales no compartidos incluyen los múltiples resultados del comportamiento que la genética y las influencias del ambiente familiar no explican. El ambiente no compartido puede incluir diferencias en el trato de los padres, reacciones individuales distintas al ambiente familiar compartido, influencias de pares, y experiencias que ocurren fuera de la familia, como también errores en los cálculos de las pruebas. En adultos, los ambientes no compartidos también incluyen los roles únicos y experiencias del ambiente posteriores a haber dejado la familia de origen. Otros efectos del ambiente en la adultez se asocian al cambio de personalidad y al impacto que tienen en esta los sucesos importantes (tanto positivos como negativos).  

### Interacciones entre genética y ambiente
Van Gestel y Van Broeckhoven (2003) señalan que, “casi por definición, los rasgos complejos originan de interacciones entre (múltiples) factores genéticos y ambientales”. Las interacciones entre predisposiciones genéticas y el ambiente son un factor esencial en el desarrollo de la personalidad. El principio de corresponsabilidad del desarrollo de la personalidad indica que “las experiencias de vida pueden acentuar y reforzar las características de la personalidad que en un principio eran parcialmente producto de las estimulaciones particulares del ambiente”. Este principio resume como las interacciones entre genética y ambiente (también llamadas transacciones entre persona y situación) mantienen y refuerzan la continuidad de la personalidad a lo largo de la vida. Los tres tipos de interacciones entre genética y ambiente son los activos (proceso por el cual los individuos con ciertos genotipos seleccionan y crean entornos que facilitan la expresión de esos genotipos), los pasivos (proceso por el cual los padres genéticos proveen tanto los genes y las primeras influencias ambientales que contribuyen al desarrollo de cierta característica en sus hijos), y los reactivos (proceso por el cual individuos que no son familiares responden de formas características al comportamiento producido por un genotipo).